# Rösli Streiff
Rosa "Rösli" Streiff (ur. 16 stycznia 1901 w Glarus, zm. 7 lutego 1997 tamże) – szwajcarska narciarka alpejska, 2-krotna mistrzyni świata.
Wzięła udział w mistrzostwach świata w Mürren w 1931 roku, które były pierwszą edycją tej imprezy. Zajęła tam ósme miejsce w slalomie i dwunaste w zjeździe. Na rozgrywanych rok później mistrzostwach świata w Cortinie d’Ampezzo wywalczyła złote medale w slalomie i kombinacji, zostając pierwszą Szwajcarką, która zdobyła złote medale mistrzostw świata. Nigdy więcej nie stanęła na podium zawodów tego cyklu. Była też między innymi piąta w slalomie na mistrzostwach świata w Innsbrucku w 1933 roku oraz szósta w biegu zjazdowym na mistrzostwach świata w Sankt Moritz (1934) i w slalomie podczas mistrzostw świata w Mürren (1935).

## Osiągnięcia w sporcie

### Mistrzostwa świata
| Miejsce | Dzień     | Rok  | Miejscowość       | Konkurencja | Wynik       | Strata      | Zwyciężczyni           |
| ------- | --------- | ---- | ----------------- | ----------- | ----------- | ----------- | ---------------------- |
| 8.      | 19 lutego | 1931 | Mürren            | Slalom      | 2:38,2      | +23,6       | Esmé MacKinnon         |
| 12.     | 20 lutego | 1931 | Mürren            | Zjazd       | 3:05,6      | +1:50,8     | Esmé MacKinnon         |
| 8.      | 4 lutego  | 1932 | Cortina d’Ampezzo | Zjazd       | 7:13,8      | +52,6       | Paula Wiesinger        |
| 1.      | 5 lutego  | 1932 | Cortina d’Ampezzo | Slalom      | 2:02,9      | -           | -                      |
| 1.      | 5 lutego  | 1932 | Cortina d’Ampezzo | Kombinacja  | 94,588 pkt  | -           | -                      |
| 22.     | 8 lutego  | 1933 | Innsbruck         | Zjazd       | 6:49,4      | +2,26,4     | Inge Wersin-Lantschner |
| 5.      | 10 lutego | 1933 | Innsbruck         | Slalom      | 2:10,4      | +16,7       | Inge Wersin-Lantschner |
| 8.      | 10 lutego | 1933 | Innsbruck         | Kombinacja  | 100,000 pkt | -19,505 pkt | Inge Wersin-Lantschner |
| 6.      | 15 lutego | 1934 | Sankt Moritz      | Zjazd       | 5:38,0      | +52,4       | Anny Rüegg             |
| 8.      | 16 lutego | 1934 | Sankt Moritz      | Slalom      | 1:57,0      | +6,5        | Christl Cranz          |
| 7.      | 16 lutego | 1934 | Sankt Moritz      | Kombinacja  | 99,62 pkt   | -8,96 pkt   | Christl Cranz          |
| 6.      | 22 lutego | 1935 | Mürren            | Slalom      | 2:23,2      | +11,7       | Anny Rüegg             |
| 29.     | 23 lutego | 1935 | Mürren            | Zjazd       | 3:27,2      | +1:33,6     | Christl Cranz          |
| 16.     | 23 lutego | 1935 | Mürren            | Kombinacja  | 99,21 pkt   | –19,66 pkt  | Christl Cranz          |